# Stadtbefestigung Wilhelmsburg

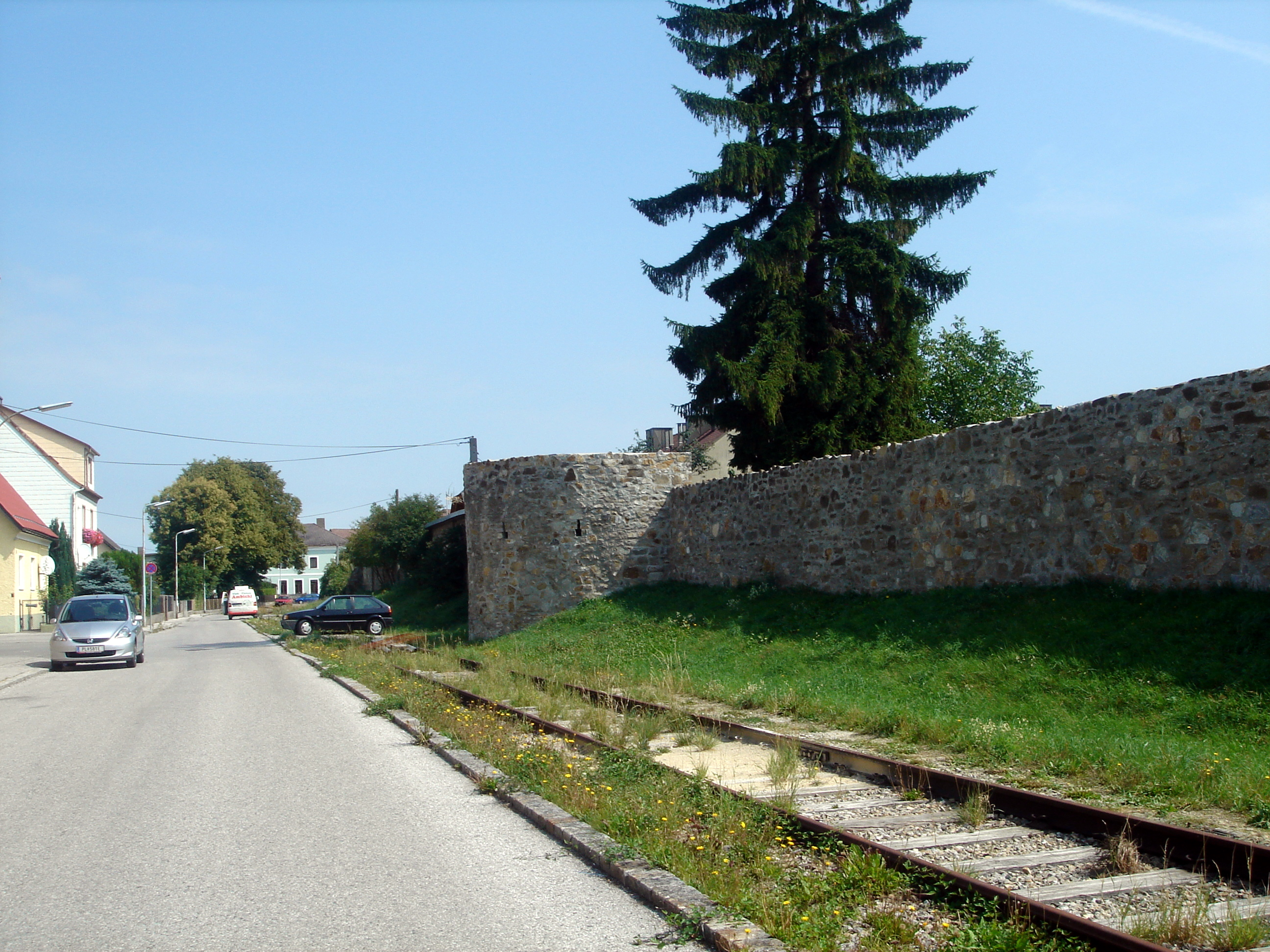
Stadtmauer in Wilhelmsburg

Die Stadtbefestigung Wilhelmsburg befindet sich als Restbestand einer Stadtmauer in der Stadtgemeinde Wilhelmsburg im Bezirk St. Pölten-Land in Niederösterreich.

## Beschreibung
Die Stadtbefestigung wurde 1310 urkundlich genannt. Von 1568 bis 1587 und von 1607 bis 1627 wurde die Befestigung erhöht und verstärkt. Ab 1856 wurden die Tore und Türme demoliert. Mauerreste aus Bruchsteinen teils mit halbrunden Turmvorbauten sind erhalten.
Die Stadtbefestigung verlief nordöstlich im Haltergraben auf einer hohen Böschung entlang vom Mühlbach und nordwestlich ab der Schulgasse bis zur Schießstattstraße und am westlichen Rand im Bereich der ÖSPAG/Färbergasse.